# Mar de Creta

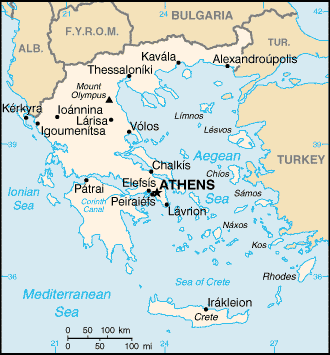
O mar de Creta situa-se a norte da ilha de Creta, a sul do mar Egeu.

O mar de Creta (grego: Κρητικό Πέλαγος, Kritiko Pelagos) é o mar do sul do mar Egeu, a norte da ilha de Creta e a sul das Cíclades. A oeste situa-se o mar Jónico e o restante mar Mediterrâneo.